# بخش سارگومینه
بخش سارگومینه (به فرانسوی: Arrondissement de Sarreguemines) یک بخش در فرانسه است که در موزل واقع شده‌است.